# 置賜タイムス
置賜タイムス（おきたまたいむす、英: OkitamaTimes.Inc）とは、東北情報サイト運営する日本の企業である。

## 事業
- メディア事業
- インターネット関連事業

## 沿革
- 昭和56年3月 有限会社 置賜タイムス社 設立。
- 昭和56年4月11日 紙媒体で「週刊置賜」第一号発行。
- 平成23年9月11日「有限会社ミクロパーツ」提携し、WEBでの情報発信を開始。
- 平成24年11月24日「週刊置賜」休刊。Webでの情報発信は継続。[1]
- 平成25年3月11日 Webサイトを「置賜タイムス.Net」としてリニューアル。東北全域の情報発信サイトに。

## 業務提携企業
- 有限会社ミクロパーツ